# Allosmerus elongatus
Allosmerus elongatus är en fiskart som först beskrevs av Ayres, 1854.  Allosmerus elongatus ingår i släktet Allosmerus och familjen norsfiskar. Inga underarter finns listade i Catalogue of Life.